# فطرت بخارایی
ملا قربان فطرت وردانزهی بخارایی (؟ - ۱۸۸۸) از شاعران شناخته‌شده نیمهٔ دوم قرن نوزدهم و از دائره ادبی بخارا است.

## زندگی‌نامه
از سال تولد و شرح زندگانی شاعر در منابع اطلاعات دقیقی یافت نشد. او در سال ۱۸۸۸ درگذشت. فطرت در اواخر عمر در یکی از نواحی بخارا منصب قضاوت داشت.

## خلاقیت
دیوان شاعر که به روزگار ما رسیده‌است از غزلیات، مخمسات، رباعیات، فردیات و ابیات جداگانه تشکیل شده‌است.
موضوع اساسی آثار فطرت را ترنم عشق پاک انسانی، ناله و فغان از درد هجران و فراغ محبوبه، و سرزنش نابسامانی زمانه و اهل آن تشکیل می‌دهد.

## نمونه شعر
غزل
ز بس دارم به کف سررشته آشفته‌حالی را
رگ خواب پریشان کرده‌ام تار نهالی را
خمارآلوده برگ تاک را بال هما داند،
نباشد افسری چون جام رند لاابالی را
به چشم حلقه‌ی ماتم بود بی می خط ساغر،
خیال قالب بیجان کند مینای خالی را
حصار عافیت را نیست از افتادگی پروا،
نباشد بیم ز آسیب خزان گُل‌های قالی را
دلم گردید نازک در خیال روی او فطرت،
می ما ساغر چینی کند جام سفالی را

از رباعیات
ای ماه لبت به انگبین می‌ماند،
با تو سخن کس به زمین می‌ماند
این است سخن، که بوسه‌ای احسان کن
دنیا گذران است، همین می‌ماند.
***
ای شوخ، که مست و سرگران آمده‌ای،
آشوب دل و بلای چان آمده‌ای.
زین ابرو و و چشمکی، که داری، به خدا،
سرفتنهٔ آخرالزمان آمده‌ای